# Лунгі (аеропорт)
Міжнародний аеропорт Лунгі (IATA: FNA, ICAO: GFLL) — міжнародний аеропорт, що знаходиться на узбережжі міста Лунгі (Сьєра-Леоне), та обслуговує столицю країни — Фрітаун і всю іншу частину держави Сьєра-Леоне.